# Oligonicella scudderi
Oligonicella scudderi är en bönsyrseart som beskrevs av Henri Saussure 1870. Oligonicella scudderi ingår i släktet Oligonicella och familjen Thespidae. Inga underarter finns listade i Catalogue of Life.